# Hiroshi Izumi
Hiroshi Izumi –en japonés, 泉 浩, Izumi Hiroshi– (Ōma, 22 de junio de 1982) es un deportista japonés que compitió en judo.
Participó en dos Juegos Olímpicos de Verano en los años 2004 y 2008, obteniendo una medalla de plata en la edición de Atenas 2004 en la categoría de –90 kg. En los Juegos Asiáticos de 2006 consiguió una medalla de bronce.
Ganó una medalla en el Campeonato Mundial de Judo de 2005, y dos medallas en el Campeonato Asiático de Judo en los años 2004 y 2008.

## Palmarés internacional
| Juegos Olímpicos    | Juegos Olímpicos     | Juegos Olímpicos  | Juegos Olímpicos |
| Año                 | Lugar                | Medalla           | Categoría        |
| ------------------- | -------------------- | ----------------- | ---------------- |
| 2004                | Atenas (Grecia)      | Medalla de plata  | –90 kg           |
| Campeonato Mundial  |                      |                   |                  |
| Año                 | Lugar                | Medalla           | Categoría        |
| 2005                | El Cairo (Egipto)    | Medalla de oro    | –90 kg           |
| Juegos Asiáticos    |                      |                   |                  |
| Año                 | Lugar                | Medalla           | Categoría        |
| 2006                | Doha (Catar)         | Medalla de bronce | –90 kg           |
| Campeonato Asiático |                      |                   |                  |
| Año                 | Lugar                | Medalla           | Categoría        |
| 2004                | Almatý ( Kazajistán) | Medalla de bronce | –90 kg           |
| 2008                | Jeju (Corea del Sur) | Medalla de oro    | –90 kg           |